# Revue tunisienne de sciences sociales
La Revue tunisienne de sciences sociales, plus communément appelée Rev Tunis Sci Soc (abréviation internationale), est une revue tunisienne fondée à Tunis en septembre 1964 et spécialisée dans les sciences sociales.
Le Centre d'études et de recherches économiques et sociales (CERES), établissement public de recherche scientifique à caractère administratif, est chargé de publier la Revue tunisienne de sciences sociales ainsi que les Cahiers du CERES (actes des colloques et séminaires classés par série).
La Revue tunisienne de sciences sociales est un périodique indexé dans l'Index Medicus. Son identifiant (NLM ID) est le 0057026. 